# Gripsholms slott

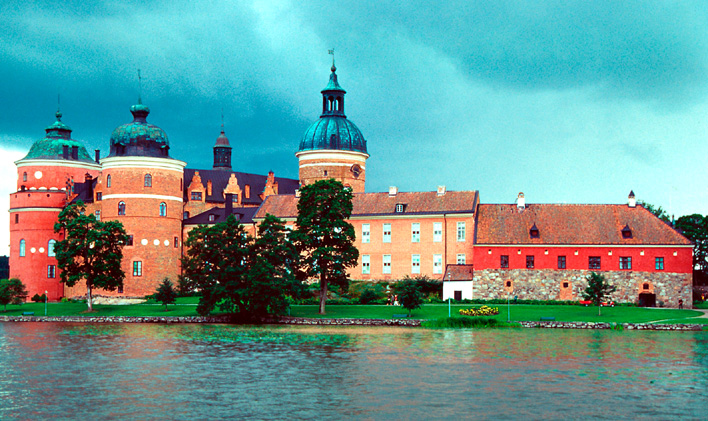
Kasteel Gripsholm

Gripsholms slott, kasteel Gripsholm, is een van de 10 Koninklijke kastelen in Zweden. Het is gelegen bij de stad Mariefred aan het Mälarmeer. Sinds 1822 herbergt het kasteel de Zweedse nationale Portretgalerij.

## Geschiedenis
De bouw van het kasteel werd begonnen door Bo Jonsson Grip, naar wie het kasteel dan ook genoemd is (Zweeds: holme = klein eiland, grip = griffioen). Grip was een grootgrondbezitter die in zijn tijd meer land bezat dan de Zweedse koning.
Na de dood van Grip kwam het kasteel in handen van Margaretha I van Denemarken, die het kasteel verpandde aan een Duitse graaf. Die stelde een voogd aan om het kasteel en de omliggende landerijen te besturen.
Tijdens de Engelbrekt-opstand werd het kasteel in brand gestoken en grotendeels verwoest. Het werd echter weer opgebouwd en kwam aan het einde van de 15e eeuw in bezit van de Zweedse regent Sten Sture de Oudere.
Na zijn kroning nam Gustaaf I het kasteel in bezit. Hij brak het bijna in zijn geheel af en bouwde een nieuw kasteel. De bouw zou jaren duren en zelfs doorgaan onder de regering van Erik XIV van Zweden, Gustaafs opvolger.
In de loop der tijd heeft het kasteel naast residentie ook gediend als gevangenis voor vele adellijke gevangenen, onder wie ook leden van het Zweedse Koninklijk Huis:

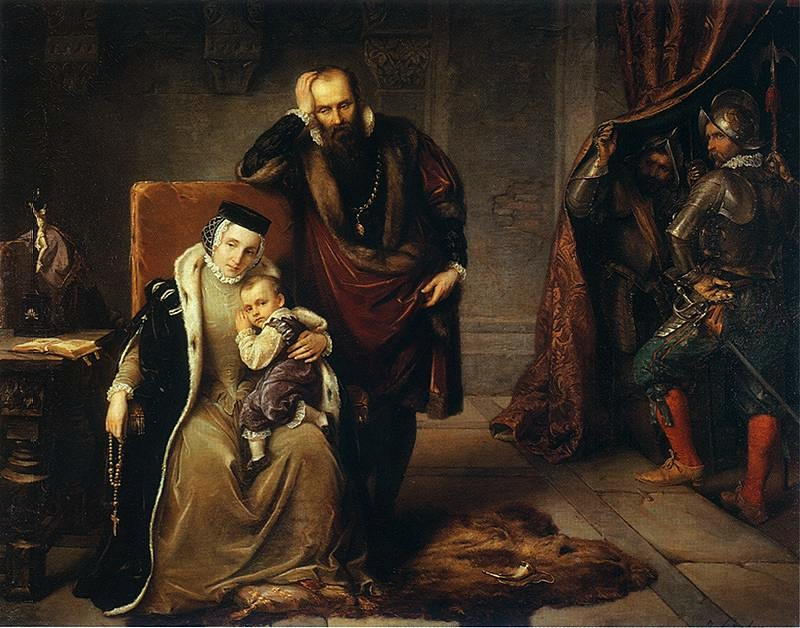
Johans gevangenschap
(1859), Józef Simmler, Nationaal Museum van Warschau

- Johan, stiefbroer van Erik XIV, op beschuldiging van hoogverraad (1563)
- Sigismund III, die hier geboren werd (1566)
- Erik XIV, die hier gevangengezet werd na zijn afzetting (1568)
- Maria Eleonora van Brandenburg, koningin-gemaal (1636)
- Gustaaf IV Adolf van Zweden (1809)

De laatste restauratie en verbouwing van het kasteel vond plaats aan het einde van de 19e eeuw. Vooral door protesten werden beoogde verbeteringen en veranderingen aan het kasteel niet volledig uitgevoerd.

## Trivia
In Duitsland werd het kasteel bekend door de roman Schloss Gripsholm van de Duitse schrijver Kurt Tucholsky.